# Leonard Woolf
Leonard Sidney Woolf (ur. 25 listopada 1880 w Londynie, zm. 14 sierpnia 1969) – brytyjski teoretyk polityczny, pisarz i urzędnik służby cywilnej, mąż pisarki Virginii Woolf.

## Życiorys
Urodził się w Londynie, jako trzecie z dziesięciorga dzieci żydowskiego adwokata Solomona Rees Sydneya i Marii (de Jongh) Woolf. Kiedy jego ojciec zmarł w 1892 roku, Leonard został oddany na utrzymanie do Arlington House School niedaleko Brighton. W latach 1894–1899 uczęszczał do szkoły St Paul’s (St Paul’s School) w Londynie, a od 1899 roku studiował filologię klasyczną w Trinity College na Uniwersytecie Cambridge , gdzie został wybrany do  stowarzyszenia Apostołów Cambridge (Cambridge Apostles). Pośród innych członków znajdowali się Lytton Strachey, Clive Bell, Thoby Stephen (brat Virginii Woolf), John Maynard Keynes i Edward Morgan Forster, jak również Bertrand Russell. Leonard Woolf zdobył licencjat w dziedzinie nauk humanistycznych w 1902 roku, jednak został na uczelni piąty rok, żeby zdobyć wiedzę potrzebną do zdania egzaminu do służby cywilnej.
W październiku 1904 roku Leonard został podchorążym w Ceylon Civil Service w Dżafnie i w sierpniu 1908 roku został zastępcą agenta rządowego w Southern Province, gdzie zarządzał okręgiem Hambantota. Leonard powrócił do Anglii na roczny urlop w maju 1911. Na początku 1912 zrezygnował ze stanowiska i w tym samym roku poślubił Adeline Virginię Stephen (znaną później jako Virginia Woolf). Jako para stali się wpływowi w Bloomsbury Group, w której skład wchodzili także inni „Apostołowie” (Apostles).
Po ślubie, Leonard zwrócił się w kierunku pisania, wydając w roku 1913 swoją pierwszą powieść The Village and the Jungle, opartą na faktach z jego kolonialnych lat. Wraz z wybuchem I wojny światowej, Leonard nie został wzięty do wojska i zwrócił się w kierunku polityki i socjologii. Przyłączył się do brytyjskiej Partii Pracy (Labour Party) oraz Towarzystwa Fabiańskiego (Fabian Society) i stał się stałym współpracownikiem magazynu „New Statesman”. W 1916 roku napisał International Government, proponując utworzenie międzynarodowej agencji, która wprowadziłaby pokój na świecie.
Kiedy jego żona zaczęła cierpieć z powodu choroby umysłowej, Leonard Woolf poświęcił większość swego czasu opiece nad nią. W 1917 roku kupił małą, ręcznie obsługiwaną prasę drukarską; używając jej, Leonard i Virginia Woolf założyli Hogarth Press. Ich pierwszym przedsięwzięciem był pamflet, ręcznie wydrukowany i oprawiony przez nich samych. W ciągu 10 lat Hogarth Press stało się dużym wydawnictwem mogącym się pochwalić listą publikacji z nazwiskami wybitnych pisarzy. Leonard był jego kierownikiem aż do śmierci. Jednakże problemy psychiczne jego żony nie ustępowały aż do momentu jej samobójstwa w 1941.
W 1919 Leonard Woolf został redaktorem „International Review” i redagował dział międzynarodowy „Contemporary Review” (1920–1922). Był również redaktorem literackim „Nation Athenaeum” (1923–1930), współredaktorem „Political Quarterly” (1931–1959), jakiś czas pracował jako sekretarz komisji doradczych Partii Pracy w kwestiach międzynarodowych i kolonialnych.
Leonard Woolf zmarł 14 sierpnia 1969 i został poddany kremacji a jego prochy rozrzucono na terenie Monk’s House, Rodmell, Sussex. Jego dokumenty znajdują się w archiwum Uniwersytetu w Sussex (the University of Sussex).

## Publikacje
- The Village in the Jungle – 1913
- The Wise Virgins – 1914
- International Government – 1916
- Cooperation and the Future of Industry – 1918
- Economic Imperialism – 1920
- Empire and Commerce in Africa – 1920
- Socialism and Co-operation – 1921
- Fear and Politics – 1925
- Essays on Literature, History, Politics – 1927
- Hunting the Highbrow – 1927
- Imperialism and Civilization – 1928
- After the Deluge (Principia Politica), 3 tomy – 1931, 1939, 1953
- Barbarians At The Gate – 1939
- The War for Peace – 1940
- Quack! Quack! – 1935 (nie 1953)
- A Calendar of Consolation – wybrane przez Leonarda Woolfa, 1967

## Dzieła autobiograficzne
- Sowing – 1960
- Growing – 1961
- Ceylon Diaries – 1963
- Beginning Again – 1964 (zdobywca nagrody W.H. Smith Literary Award w 1965)
- Downhill all the Way – 1967
- The Journey not the Arrival Matters – 1969